# Wczesna jesień
Wczesna jesień – fenologiczna pora roku, przypadająca najczęściej na wrzesień (średnio od 5 września do 5 października).
W czasie jej trwania mogą pojawić się pierwsze przymrozki (do ok. -4 °C), choć nie jest to jeszcze typowe dla tej pory roku. Za dnia, w najcieplejszych godzinach temperatura może przekraczać 25 °C, choć w nocy spada często poniżej 10 °C. Wynika to z tego, że charakterystyczne jest występowanie w tym okresie w Polsce dłużej utrzymującego się ośrodka wyżowego. W ostatnich latach coraz częściej towarzyszą temu przedłużające się od sierpnia susze. Na ten okres przypada dzień równonocy jesiennej 22/23 września, a pod koniec miesiąca noce są już dłuższe od dni. Do znacznego obniżenia temperatury dochodzi w pierwszej połowie października. Zarówno warunki pogodowe jak i stan przyrody składa się na określanie wczesnej jesieni "babim latem".
Na wsi jest to pora siania żyta, wykopków ziemniaków, a w sadach dojrzewania owoców grusz, jabłoni i śliw. To wtedy najczęściej drzewa i krzewy owocują np. kasztanowiec zwyczajny, ligustr pospolity i masowo borówka brusznica. Kwitnie jeszcze ostrożeń, bluszcz pospolity i dziewięćsił, a na niektórych obszarach zimowit jesienny.
Wczesną jesienią liście u większości drzew są jeszcze zielone, choć zaczyna powoli zmieniać się barwa ulistnienia winorośli właściwej, kasztanowca zwyczajnego, brzozy brodawkowatej, klonu zwyczajnego i lipy.
W świecie zwierząt masowy pojaw wykazują rusałki, bielinki i listkowce cytrynki, a z pajęczaków osobniki z grupy Aeronauti. To ich nici, na których przemieszczają się licznie na łąkach i w lasach w powiewach późnosierpniowego i wrześniowego wiatru zwane są właśnie "babim latem". W ten sposób dostając się na odległe nierzadko tereny szukają zimowego schronienia. W zbiornikach wodnych i na terenach podmokłych spotkać można regularnie żaby, ropuchy i traszki, a na nasłonecznionych ekspozycjach jaszczurki zwinki i zaskrońce zwyczajne.
Z tygodnia na tydzień jest coraz mniej ptaków wędrownych – odlatują kopciuszki, drozdy śpiewaki, szpaki, które o tej porze wydają charakterystyczne śpiewy oraz zięby, rudziki i skowronki. Zwracającym uwagę zjawiskiem fenologicznym jest wtedy tworzenie się dużych stad krukowatych, złożonych z takich gatunków jak gawrony czy kawki, które w większej liczbie przylatują do Polski z okolic północno-wschodnich. Pojawiają się też gile, jery, czyże, kwiczoły, a nawet jemiołuszki.
Póki wieczory są pogodne i ciepłe na niebie można jeszcze wypatrzeć gacki i mroczki późne.